# MKF
MKF(Moovi Kyeoktooki Fight)는 대한민국 입식격투기 프로모션이다. KBS N 스포츠를 통해 중계방송되고 있다. 현재 존재하는 대한민국 프로격투기 단체 중 가장 오래되었으며 출범 10년차인 2017년 글로벌 입식격투기 K-1을 유치계약했다. 최근 대중화를 선언하며 다양한 시도로 기존 단체와는 차별화하겠다는 전략을 펼치고 있다.

## 주요 선수들
- 이승준
- 김우승
- 김민수
- 이성현
- 이찬형
- 김세기
- 히데키
- 이도경

## 라운드걸 (MKF걸)
- 이연아
- 하시영
- 윤주하
- 이시아

## 같이 보기
- K-1
- GLORY
- 맥스 FC
- TAS
- 엔젤스 파이팅

## 참조
1. ↑  이성현, MKF서 눈물의 복귀전 승…"내년 중국에서도 활동"
2. ↑  MKF 세계적인 입식격투기 K-1정식계약체결
3. ↑  K-1 ULTIMATE VICTOR REVOLUTION FINAL 한국대회 히데키 챔피언